# Judith Sargentini

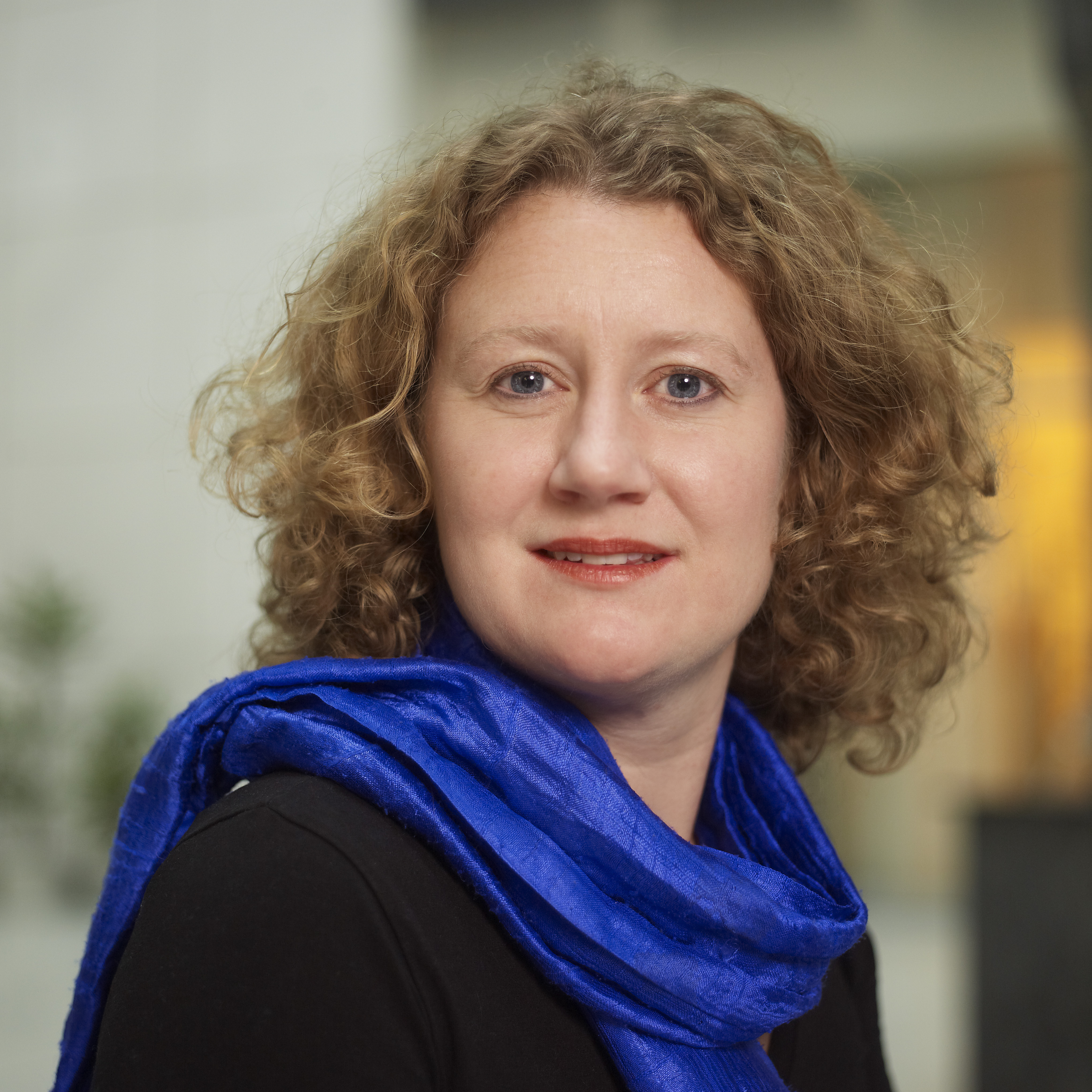
Judith Sargentini (2010)

Judith Sargentini (* 13. März 1974 in Amsterdam) ist eine niederländische Politikerin für die Partei GroenLinks.

## Leben
Nach ihrer Schulzeit am Gymnasium Spinozalyceum in Amsterdam studierte Sargentini Geschichte an der Universität von Amsterdam. Seit 1990 ist Sargentini politisch engagiert und wurde Mitglied der Partei „GroenLinks“. 2002 wurde sie in den Stadtrat von Amsterdam gewählt, dem sie bis 2009 angehörte.
Seit 2009 ist Sargentini im Europaparlament zuerst Mitglied für Die Grünen/Europäische Freie Allianz im Europäischen Parlament und dann für die Europäische Grüne Partei.

## EU-Parlamentarierin
Sargentini ist Stellvertretende Vorsitzende der Delegation für die Beziehungen zu Südafrika.
Sie ist Mitglied im Ausschuss für bürgerliche Freiheiten, Justiz und Inneres. Auf der Grundlage ihres im Auftrag des Ausschusses vorgelegten Berichts beschloss das Europaparlament im September 2018 erstmals die Einleitung eines Artikel-7-Verfahrens gegen Ungarn wegen Verletzung der Grundwerte der Europäischen Union.
Als Stellvertreterin ist sie im Entwicklungsausschuss und in der Delegation im Gemischten Parlamentarischen Ausschuss EU-Türkei.